# قرة داغ (أيل تيمور)
قرة داغ (بالفارسية: قره‌داغ) هي قرية تقع في إيران في أذربيجان الغربية. يقدر عدد سكانها بـ 154 نسمة .